# Убеда
Убеда (ісп. Úbeda) — муніципалітет в Іспанії, у складі автономної спільноти Андалусія, у провінції Хаен. Населення — 36 025 осіб (2010).
Муніципалітет розташований на відстані близько 270 км на південь від Мадрида, 45 км на північний схід від Хаена.
На території муніципалітету розташовані такі населені пункти: (дані про населення за 2010 рік)
- Донадіо: 240 осіб
- Сан-Мігель: 12 осіб
- Санта-Еулалія: 515 осіб
- Солана-де-Торральба: 267 осіб
- Убеда: 34839 осіб
- Веракрус: 152 особи

## Демографія
Динаміка населення (INE ):

## Персоналії
- Хоакін Сабіна (* 1949) — іспанський співак та композитор.

## Уродженці
- Карлос Муньйос Кобо (*1961) — іспанський футболіст, нападник.

## Галерея зображень

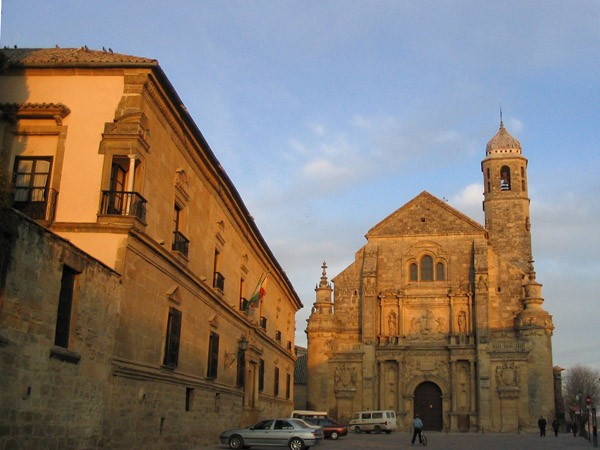
Площа Васкес-де-Моліна
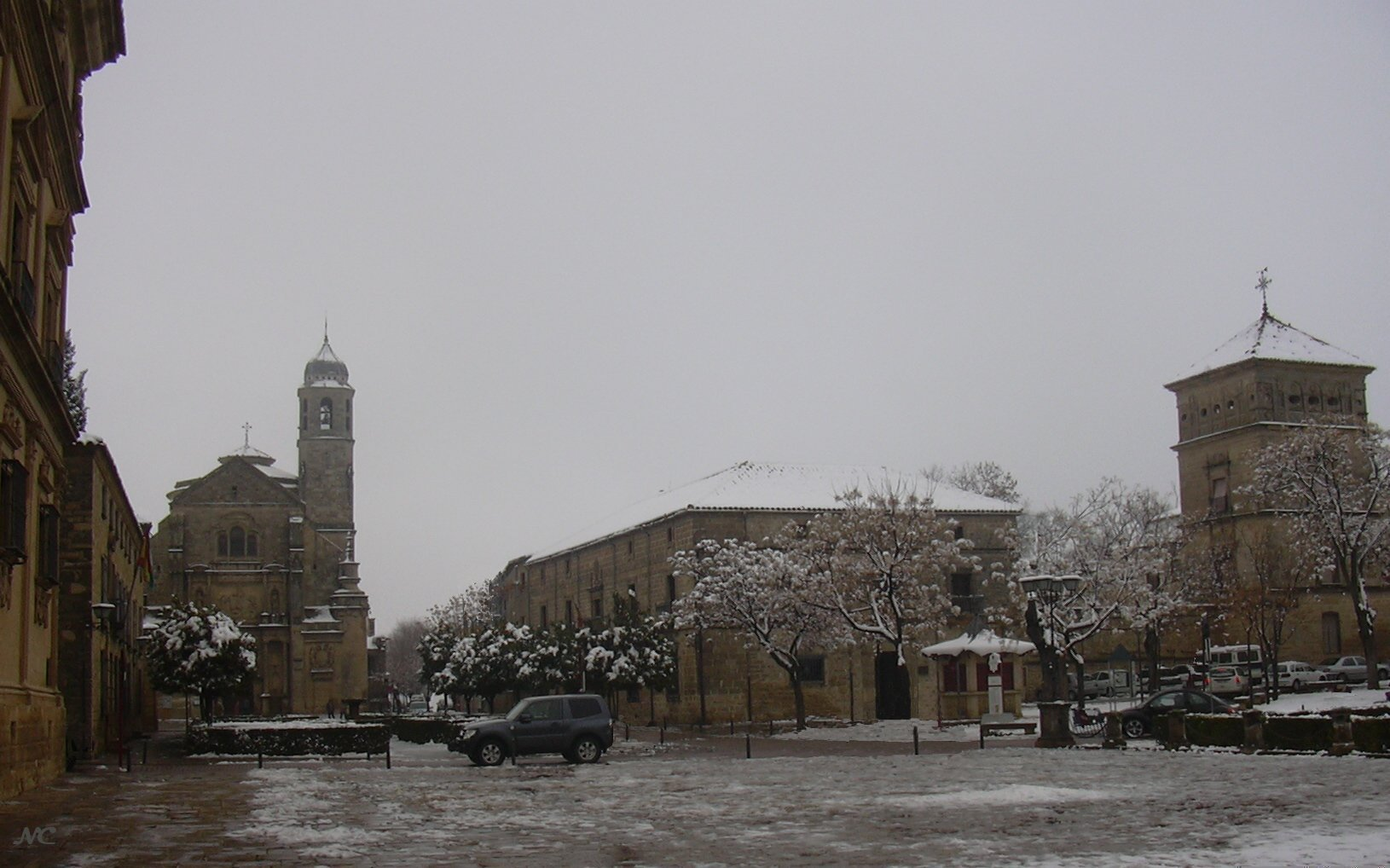
Площа Васкес-де-Моліна взимку
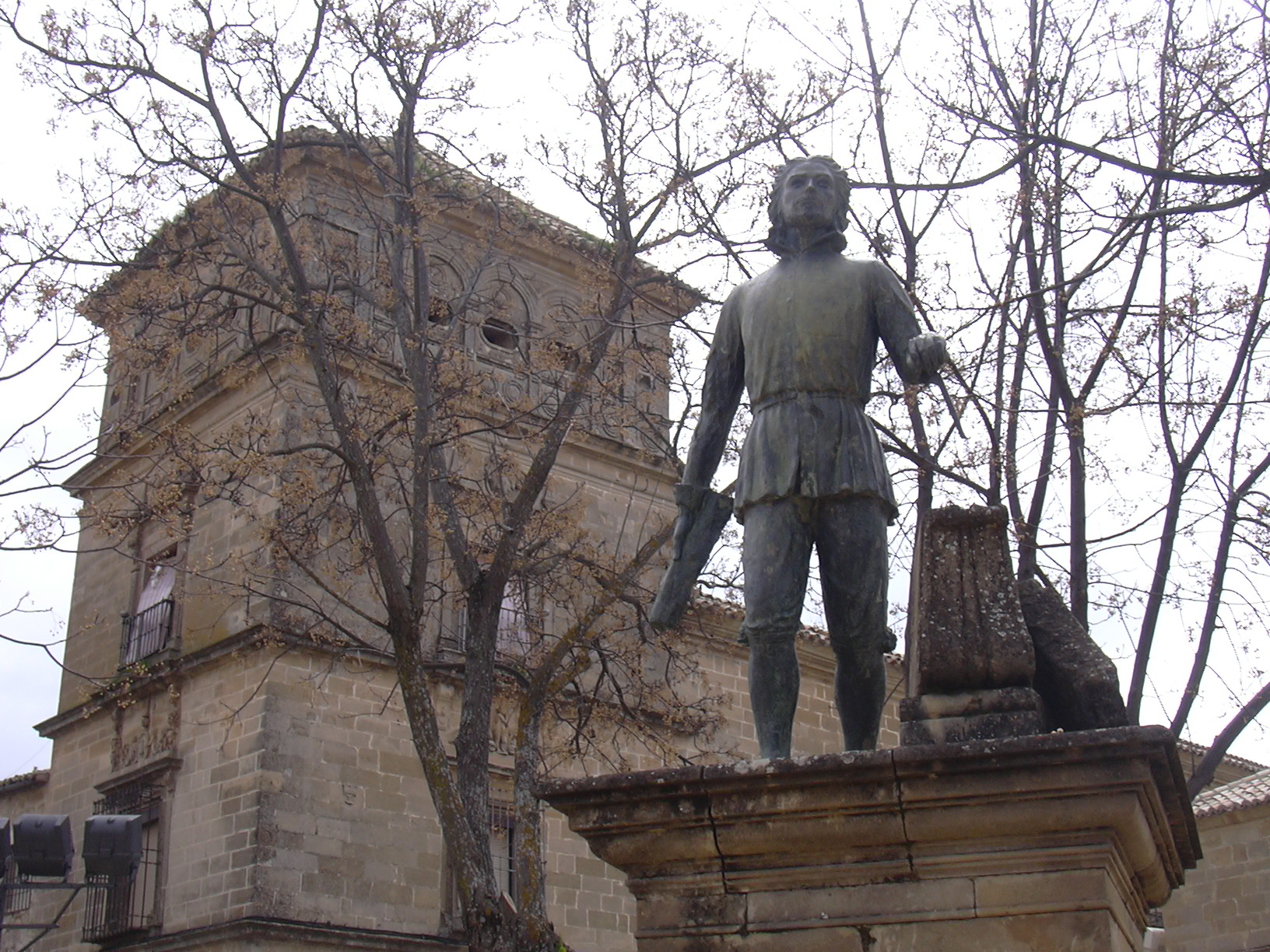
Пам'ятник Андресу де Вандельвірі на площі Васкес-де-Моліна